# Taqlid
Taqlid (en árabe: تقلید, imitación) es, en la jurisprudencia duodecimana usulí, el cumplimiento de los dictámenes de un “marya taqlid” (la más alta autoridad religiosa en el chiismo) en Fiqh. El taqlid no está permitido en lo que se refiere a los principios de la religión, a los que se debe llegar mediante las pesquisas propias, pero sí en las leyes, donde en la mayoría de las ocasiones se debe imitar y acatar lo que dice el especialista, el Marya Taqlid.

## Aplicación deltaqlid
Según la jurisprudencia islámica, el taqlid no está permitido en aquellas leyes sobre las que hay total seguridad en lo que a su interpretación se refiere, ya el taqlid solo es necesario cuando la persona no tiene clara la ley ni su interpretación. Otro caso donde no es posible aplicarlo es en aquello en lo que se debe tener una fe certera (como en los principios de la religión, el aqidah), por cuanto el taqlid no conlleva la certeza de nada, aunque ello no obvia que en algunos casos relacionados con ideas secundarias religiosas, la consulta del lego al sabio puede conllevar certeza.

## Historia deltaqlid
La historia de la investigación sobre el ijtihad (interpretación de los textos y la ley religiosa) data de la época en la que se elaboró la ciencia de los principios de la jurisprudencia islámica. Es este un campo que ha sido estudiado en las obras sobre principios de los imames desde que Seyyed Morteza ‘Alam al-Hoda (m. 1044) escribiera “Al-Zari’a ilà usul al-shar’iya”, hasta la fecha de hoy. En las obras argumentales sobre jurisprudencia a veces se han expuesto temas que tienen que ver con el taqlid cuando se estudia el alfaquí marya’-e-taqlid. Del siglo XVI en adelante se escriben obras independientes que abordan el ijtihad y el taqlid. Fue después de Sheij Ansari cuando se comienzan a escribir tratados prácticos sobre este tema. Desde la fecha en la que se redactó la obra “Al-‘Urwa al-Wazaqi”, de Seyyed Mohammad Kazem Tabatabai Yazdi (m. 1916) también han sido expuestos en las obras de jurisprudencia islámica los temas del ijtihad y el taqlid.

## Términos clave deltaqlid
Odul. Se usa cuando se cambia de marya taqlid como modelo a imitar y se opta por otro marya’-e-taqlid, lo cual está permitido en el caso de que a juicio propio el segundo sea más sabio que el primero.
Tab’iz. Consultar con otro marya’-e-taqlid algunos temas concretos de jurisprudencia, lo cual está permitido según las autoridades religiosas en el caso de que los marya’-e-taqlid sean iguales.
Royu’. Desacatar la fatwa (edicto religioso) para acatar otra de otro marya’-e-taqlid, lo cual está permitido cuando es para abrogar.
Bagha dar miyat. Acatar las fatwas de un marya’-e-taqlid fallecido, para lo cual debe expedir su permiso un marya’-e-taqlid que esté vivo.